# مایکل بینگهام
مایکل بینگهام (انگلیسی: Michael Bingham؛ زادهٔ ۱۳ آوریل ۱۹۸۶) دونده اهل بریتانیا است.